# Vittorio Salerno
Vittorio Salerno (Milano, 18 febbraio 1937 – Morlupo, 5 luglio 2016) è stato un regista, sceneggiatore e produttore cinematografico italiano.

## Biografia
Vittorio Salerno nasce a Milano il 18 febbraio del 1937 e vive a Roma dal 1960. Figlio dell'ericino Antonino Salerno e della violinista jugoslava Milka Storff, è l'ultimo di quattro fratelli, tutti artisti: Titta, pittore e critico d'arte, Enrico Maria, attore e regista, Ferdinando, musicista e cantautore. Ha studiato chitarra classica con i maestri Miguel Ablóniz e Andrés Segovia all'Accademia Chigiana di Siena.
Il suo esordio nel mondo del cinema avviene proprio nel 1960 quando è direttore della fotografia e aiuto regista di Guido Leoni in quattro documentari girati per la Rai in Grecia; nel 1961 è di nuovo aiuto regista per Mario Bonnard nel suo ultimo film I masnadieri. Dal 1961 al 1963 lavora come "film editor" alla Titanus su film quali Il posto, Banditi a Orgosolo, Giorno per giorno disperatamente e La viaccia. Nel 1970 è collaboratore alla sceneggiatura, non accreditato, e aiuto regista del fratello Enrico Maria nel film Anonimo veneziano.
Laureato in lettere con una tesi sul Cinema d'Autore, parallelamente al lavoro sul set ha portato avanti il mestiere di sceneggiatore e soggettista, contribuendo a scrivere molti film come Spie contro il mondo, 1000 dollari sul nero, La lunga spiaggia fredda e molti altri.
Come scrittore ha pubblicato diversi libri, tra i quali Enrico Maria Salerno, mio fratello, dedicato al celebre fratello attore, edito nel 2002 da Gremese Editore.
In anni più recenti ha realizzato e diretto decine di programmi culturali di carattere storico per la Rai. Era lo zio dell'attrice Chiara Salerno.

## Filmografia

### Regista
- Libido, insieme a Ernesto Gastaldi (1965)
- No il caso è felicemente risolto (1973)
- Fango bollente (1975)
- Notturno con grida, insieme a Ernesto Gastaldi (1981)
- Lavagnino - Diario di un salvataggio artistico (2007)

### Regista TV
- Genius Loci (Rai 3), testi di Paolo Portoghesi (1982)
- Transavanguardia (Rai 3), con Achille Bonito Oliva (1983)
- Le veline del ventennio (Rai 2), testi di Paolo Murialdi, 4 puntate (1984)
- Antonello da Crevalcore (Rai 3), con Vittorio Sgarbi (1985)
- Belrigardo - Le delizie Estensi (Rai 3), con Vittorio Sgarbi (1985)
- Piero Calamandrei (Rai 2), testi di Giovanni Errera

### Soggettista/Sceneggiatore
- Libido, insieme a Ernesto Gastaldi (1965)
- Spie contro il mondo (1966)
- 1000 dollari sul nero, insieme a Ernesto Gastaldi (1966)
- Kidnapping! Paga o uccidiamo tuo figlio (1967)
- I morti non si contano (¿Quién grita venganza?), regia di Rafael Romero Marchent (1968)
- Una pistola per cento bare, insieme a Marco Leto, regia di Umberto Lenzi (1968)
- Cin cin... cianuro, insieme a Ernesto Gastaldi (1968)
- La lunga spiaggia fredda, insieme a Ernesto Gastaldi (1969)
- Anonimo veneziano, insieme a Marco Leto (1970) – non accreditato
- Mi chiamavano 'Requiescat'... ma avevano sbagliato (1972)
- No il caso è felicemente risolto, insieme ad Augusto Finocchi (1973)
- Fango bollente, insieme a Ernesto Gastaldi (1975)
- Notturno con grida, insieme a Ernesto Gastaldi (1982)
- Stradivari, insieme a Ernesto Gastaldi (1988)
- Lavagnino - Diario di un salvataggio artistico (2007)

### Aiuto regista
- Anonimo veneziano di Enrico Maria Salerno (1970)
- I masnadieri di Mario Bonnard (1961)

### Montatore
- Il posto di Ermanno Olmi (1961)
- Banditi a Orgosolo di Vittorio De Seta (1961)
- Giorno per giorno disperatamente di Alfredo Giannetti (1961)
- Romolo e Remo di Sergio Corbucci (1961)
- Sodoma e Gomorra di Robert Aldrich e Sergio Leone (1962)
- Anonimo veneziano di Enrico Maria Salerno (1970)

## Pubblicazioni
- Vittorio Salerno, Enrico Maria Salerno, mio fratello - Gremese Editore (2002)
- Vittorio Salerno, Milka Storff Salerno, violinista e madre d'arte - Maremmi Editore Firenze-Libri (2013)
- Davide Comotti, Vittorio Salerno, Professione regista e scrittore - BookSprint Editore (2012)